# 제레미 보래쉬

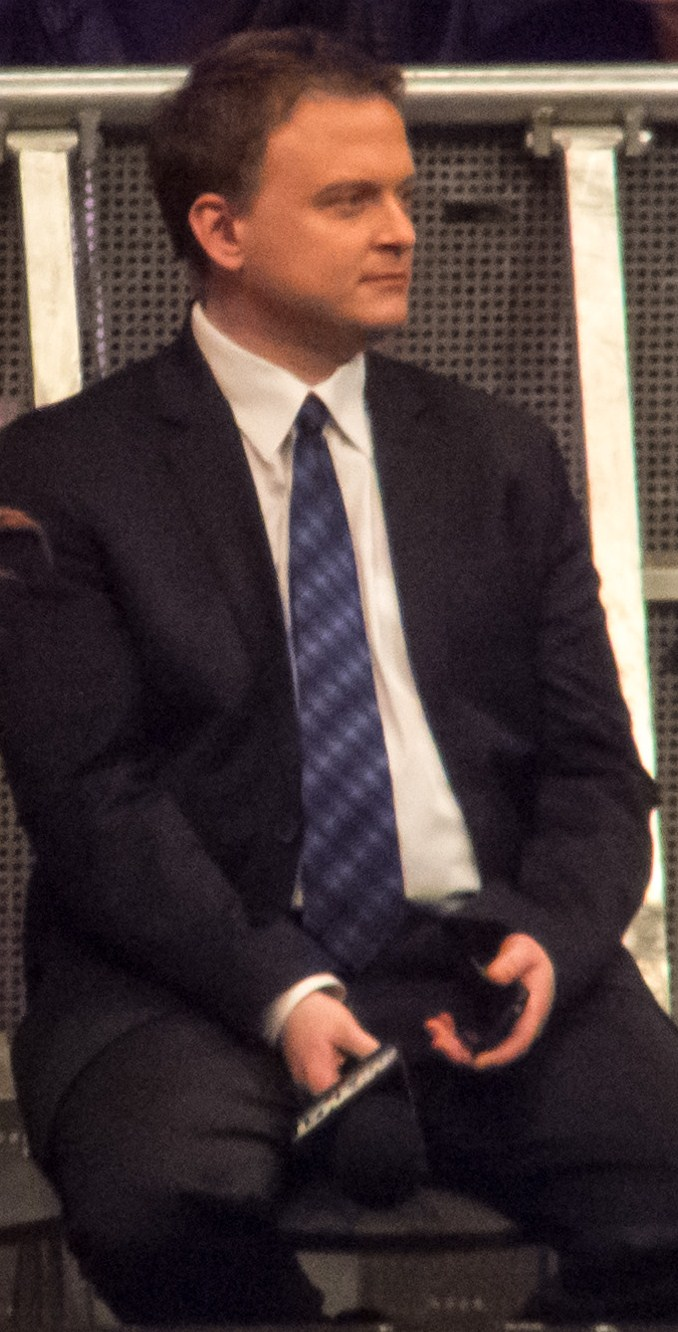

제레미 보래쉬(Jeremy Borash, 1974년 7월 19일 ~ )는 미국의 남자 프로레슬링 전 TNA], 현 WWE의 아나운서다. 키는 177cm 몸무게는 82kg이다.